# Semiothisa kuschea
Semiothisa kuschea là một loài bướm đêm trong họ Geometridae.